# Abbévillers
Abbévillers település Franciaországban, Doubs megyében. Lakosainak száma 1099 fő (2022. január 1.). Abbévillers Vandoncourt, Croix, Glay és Hérimoncourt községekkel határos.

## Népesség
A település népességének változása:
| Lakosok száma | 405  | 760  | 817  | 1000 | 1047 | 1026 | 1040 | 1059 | 1068 | 1099 |
|               | 1968 | 1982 | 1990 | 2006 | 2013 | 2015 | 2017 | 2019 | 2020 | 2022 |